# ジャイルス・ピーターソン
ジャイルス・ピーターソン（Gilles Peterson、1964年9月28日 - ）は、フランス・カーン生まれ、ロンドン出身の、大きな影響力のあるディスクジョッキーにしてレコードレーベルオーナー。
アシッド・ジャズと呼ばれるジャンルのキーパーソンである。ジャイルスは自身のレーベル「アシッド・ジャズ」(Acid Jazz)や「トーキング・ラウド」(Talkin' Loud)を通じ、1990年代の多くの有名なアーティストたちの経歴の一部として関わってきた。またラジオDJとしてもよく知られており、かつてはロンドンのダンス・ミュージック専門局 Kiss FM で番組を持ち、その後1998年にはBBCの若者向けの "BBC Radio 1" に抜擢された。その音楽の選択は幅広いことで知られており、ダブやレゲエからジャズ、ニュージャズ、ドラムンベースそしてヒップホップにいたるまでの音楽を番組でかけている（この点でジョン・ピールの "Anything Goes" と異なる）。

## 経歴

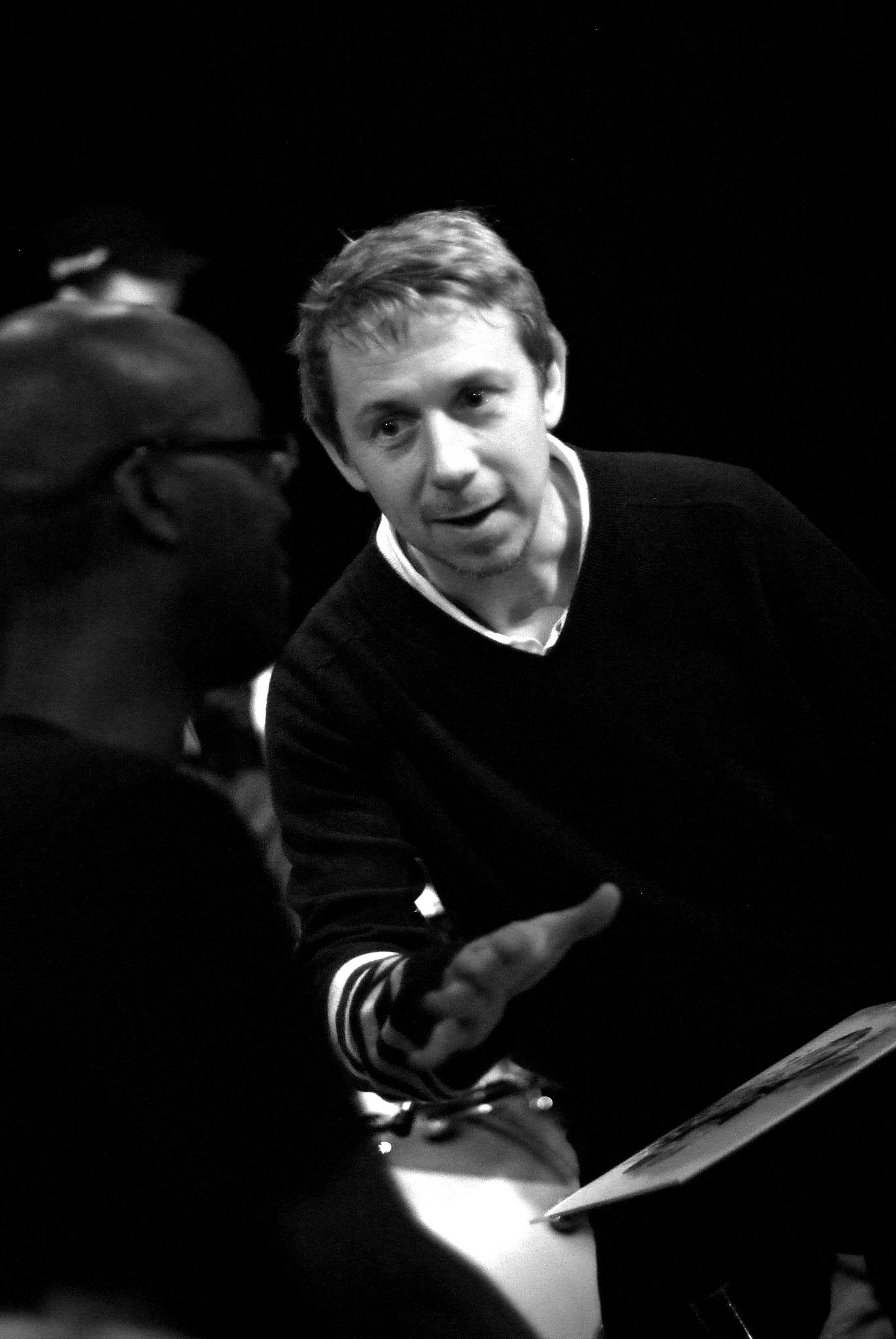
ジャズ・ピアニスト、ロバート・ミッチェル（左）と（2008年10月）

1980年代、アシッド・ジャズを専門に扱うDJとして経歴をスタートする。彼は1986年にBBCラジオ・ロンドンにラジオ番組を持ち、また日曜日の昼間にロンドン北部カムデンのDingwallsにて行われていたイベントは、短期間で終了してしまったものの当時の人気の高さは未だに語り継がれている。
1987年に彼はエディ・ピラーと共にアシッド・ジャズ・レコーズを設立した。
このレーベルにはブラン・ニュー・ヘヴィーズ、ジャミロクワイ、コーデュロイ、ジェイムズ・テイラー・カルテット、そしてスノーボーイらが名を連ねた。
1990年にジャイルス・ピーターソンは「アシッド・ジャズ」を離れ、「トーキング・ラウド」を設立。このレーベルには、インコグニートやテリー・キャリアー、ガリアーノなどを初めとしたアーティストが名を連ね、コートニー・パイン、MJコール、ヤング・ディサイプルズ、ロニ・サイズ＝レプラゼント、4ヒーローなどのアルバムは「マーキュリー賞」にノミネートされた（このうちロニ・サイズ＝レプラゼントのみが1997年に受賞）。
2006年には自身のレーベル「ブラウンズウッド・レコーディングズ」(Brownswood Recordings)を新設している。
また、彼はDJミックスCDやコンピレーションCDもリリースしている。
2005年4月より、「WORLD WIDE」が東京のFM局J-WAVEで「RENDEZ-VOUS」の1コーナーとして放送されている（内容は日本向けに15分×4日分および60分×1日分に編集されたもの）。
2012年3月27日深夜（現地時間）の放送をもって、ラジオ1における番組は終了（J-WAVEにおける放送も終了）。以降はデジタルラジオ専門局であるBBCラジオ6でプログラムが放送される。
2013年、『グランド・セフト・オートV』ゲーム内の架空のラジオ局「WorldWide FM」のDJを務める。
2014年4月3日（2014年4月2日深夜）、InterFMにて『The Worldwide 60 with Gilles Peterson』の放送が開始される。

## ディスコグラフィ
- Jazz Juice (1985年、Street Sounds)
- Jazz Juice 2 (1985年、Street Sounds)
- Cal's Pals (1987年、BGP Records)
- Focus On Fusion (1987年、BGP Records)
- Focus On Fusion (Volume 2) (1987年、BGP Records)
- Jazz Juice 6 (1987年、Street Sounds)
- Acid Inc., The Best Of Funk Inc. (1988年、BGP Records)
- Acid Jazz And Other Illicit (1988年、Grooves / Polydor (ドイツ))
- Acid Jazz Vol. 1 (1988年、BGP Records)
- Acid Jazz Vol. 2 (1988年、BGP Records)
- Acid Jazz Vol. 3 (1991年、BGP Records)
- B&G Party (1988 年、BGP Records)
- Beat On (The Best Of The Blackbyrds) (1988年、BGP Records)
- Jazz Juice 7 (1988年、Street Sounds)
- The Best Of Azymuth (1988年、BGP Records)
- The Best Of Acid Jazz (1989年、BGP Records)
- Totally Wired (1989年、Acid Jazz)
- Totally Wired II (1989年、Acid Jazz)
- Acid Inc., The Best Of Funk Inc. (1991年、BGP Records)
- Brasil - Escola Do Jazz (1994年、Toshiba EMI Ltd)
- Brazilica! (1994年、Talkin' Loud)
- Talkin' Jazz Vol. 2: More Themes From The Black Forest (1994年、Talkin' Loud / Polydor (ドイツ))
- Talkin' Jazz: Themes From The Black Forest (1994年、Talkin' Loud)
- Jazz Juice # 2 Beechwood Music (1995年、Street Sounds)
- Jazz Juice # 3 Beechwood Music (1995年、Street Sounds)
- Brazilica, Volume II (1997年、Talkin' Loud)
- Max City Guide - London (1998年、Motor Music) ※12インチ・プロモサンプラー
- Talkin' Headz - The Metalheadz Documentary The Metalheadz Documen... Manga (1998年、Entertainment Ltd, Palm Pictures)
- INCredible Sound of Gilles Peterson (1999年、INCredible)
- Sound Of The City Vol. 2 - London (1999年、Motor Music, Universal Jazz)
- Gilles Peterson: Worldwide Programme 1 (2000年、Talkin' Loud)
- INCredible Sound Of Gilles Peterson (2000年、Epic)
- Gilles Peterson GP03 (2002年、Trust The DJ)
- Gilles Peterson Worldwide 2 Programme 2 (2002年、Talkin' Loud)
- Impressed With Gilles Peterson (2002年、Universal Jazz)
- Gilles Peterson Eclectic Sessions Vol. 2 (2003年、Trust The DJ)
- Gilles Peterson Worldwide 3 (2003年、Talkin' Loud)
- Southport Weekender (2003年、suSU)
- Gilles Peterson In Brazil (2004年、Ether)
- Gilles Peterson Worldwide Exclusives (2004年、Talkin' Loud)
- Gilles Peterson Worldwide Exclusives 1 (2004年、Talkin' Loud) ※10インチ・プロモ
- Gilles Peterson Worldwide Exclusives 2 (2004年、Talkin' Loud) ※10インチ・プロモ
- Gilles Peterson Worldwide Exclusives 3 (2004年、Talkin' Loud) ※10インチ・プロモ
- Gilles Peterson Worldwide Exclusives 4 (2004年、Talkin' Loud) ※10インチ・プロモ
- Impressed 2 with Gilles Peterson (2004年、Universal Jazz)
- Brasil - The Rhythm And Art Of Movement (2005年、Nike, Inc.)
- Gilles Peterson Digs America (2005年、Luv N' Haight)
- Gilles Peterson In Africa (2005年、Ether)
- Gilles Peterson Presents - The BBC Sessions (Volume 1) (2005年、Ether)
- Gilles Peterson Presents BBC Sessions (2005年、Ether)
- Petit Dejeuner Au Lit! (2005年、Most Records)
- Brownswood Bubblers (2006年、Brownswood Recordings)
- Gilles Peterson & Patrick Forge Present - Sunday Afternoon At Dingwalls (2006年、Ether)
- Gilles Peterson Back In Brazil (2006年、Ether)
- House Bash-Up Mix By Switch Because I Can (2006年、Mixmag)
- Pure Fire! A Gilles Peterson Impulse! (2006年、Collection Impulse!)
- The Kings Of Jazz (2006年、Rapster Records) ※プロモ
- The Kings Of Jazz (Part B)  (2006年、Rapster Records)
- Brownswood Bubblers Two (2007年、Brownswood Recordings)
- Fania DJ Series Gilles Peterson (2007年、Fania Records)
- Gilles Peterson In the House (2008年、Defected)